# Кейле-Чибулуй
Кейле-Чибулуй (рум. Cheile Cibului) — село у повіті Алба в Румунії. Входить до складу комуни Алмашу-Маре.
Село розташоване на відстані 289 км на північний захід від Бухареста, 31 км на захід від Алба-Юлії, 88 км на південь від Клуж-Напоки.

## Населення
За даними перепису населення 2002 року у селі проживали 45 осіб, усі — румуни. Усі жителі села рідною мовою назвали румунську.